# 6914 Becquerel
6914 Becquerel este o planetă minoră (asteroid) din centura de asteroizi. A fost descoperită pe 3 aprilie 1992 la Observatorul Palomar de Carolyn S. Shoemaker și a fost numită după Antoine Henri Becquerel. 
Obiectul prezintă o orbită caracterizată de o semiaxă mare de 2,5764345 UAi, o excentricitate de 0,24, o înclinație de 2,21663 ° în raport cu ecliptica.